# SKE48のエビフライデーナイト
『SKE48のエビフライデーナイト』（エスケーイーフォーティーエイトのエビフライデーナイト）は、日本テレビで2013年10月5日から12月21日まで土曜日1:58 - 2:28（金曜日深夜）に放送されていたバラエティ番組。

## 概要
SKE48を生まれ変わらせるべく、今までの人気・実績は一切関係なく大久保佳代子（オアシズ）がメンバーをプロデュースする。毎回与えられる様々なミッションにSKE48が挑戦し、大久保が気に入ったメンバーは「SKE48 大久保選抜センター」に選ばれる。2014年7月15日からは実質的な後継番組『SKE48 エビショー!』が放送された。

## 出演者
- MC
  - 大久保佳代子（オアシズ）
- SKE48
  - チームS：石田安奈、江籠裕奈、大矢真那、木﨑ゆりあ、斉藤真木子、佐藤聖羅、出口陽、中西優香、新土居沙也加、松井珠理奈、向田茉夏、矢方美紀
  - チームKII：内山命、大場美奈、加藤るみ、佐藤実絵子、柴田阿弥、須田亜香里、高柳明音、二村春香、古川愛李、松本梨奈
  - チームE：東李苑、金子栞、木下有希子、木本花音、菅なな子、古畑奈和、松井玲奈
  - 研究生：北川綾巴、松村香織

## 放送日程
| 回 | 放送日         | 企画内容                                 | 大久保選抜 センター    | ゲスト・備考                                                       |
| -- | -------------- | ---------------------------------------- | ---------------------- | ------------------------------------------------------------------ |
| 1  | 2013年 10月5日 | 大久保プロデューサー ガチ面接            | 向田茉夏               | -                                                                  |
| 2  | 10月12日       | ヨイショ選手権 開催                      | 古畑奈和               | 山本栄治（アンバランス） ほいけんた                                |
| 3  | 10月19日       | SKE48写生大会!                           | 古川愛李               | -                                                                  |
| 4  | 10月26日       | OL大運動会                               | 矢方美紀               | 実況：蛯原哲（日本テレビアナウンサー）                             |
| 5  | 11月2日        | 緊急企画!アダルトSKE48開催               | 佐藤実絵子→松本梨奈    | 審査員：新宿2丁目オネエ軍団 中継：蛯原哲（日本テレビアナウンサー） |
| 6  | 11月9日        | 「ヤングマガジン」の表紙をかけたガチ対決 | 佐藤実絵子             | 矢野雄一郎（ヤングマガジン編集部） 薮下剛士（カメラマン）          |
| 7  | 11月16日       | クイズSKEふしぎ発見!                     | 柴田阿弥               | MC：上重聡（日本テレビアナウンサー）                               |
| 8  | 11月23日       | かわいいグランプリファイナル             | 斉藤真木子             | 実況：矢野武                                                       |
| 9  | 11月30日       | キャラかぶり撲滅委員会                   | 北川綾巴               | MC：上重聡（日本テレビアナウンサー）                               |
| 10 | 12月7日        | アイドル大喜利「エビ点」                 | 大場美奈               | -                                                                  |
| 11 | 12月14日       | センター入れ替えマッチ開催!!             | 大久保センター選抜10名 | 実況：新谷保志（日本テレビアナウンサー）                           |
| 12 | 12月21日       | 私をセンターに連れてってSP!              | 高柳明音               | 実況：新谷保志（日本テレビアナウンサー）                           |

## スタッフ
- 企画プロデュース：秋元康
- ナレーション：杉田智和
- 構成：三田卓人、大井洋一、松原秀、渡辺陽介
- TM：木村博靖
- SW：大庭茂嗣
- カメラ：水梨潤
- 音声：宮内貞
- VE：飯島友美
- LD：小笠原雅登
- 美術プロデューサー：大川明子
- デザイン：柿崎愛子
- 美術制作：葛西剛太
- 大道具：増子純一
- 小道具：伊沢直樹
- 持ち道具：京阪商会
- 電飾：矢野利久仁
- 衣装：栗田佐智子
- メイク：奥松かつら
- スタイリスト：アップワード、オサレカンパニー
- 協力：hp
- 編集：杉本啓二（読売映像）
- MA：須藤昭一（読売映像）
- CG：森山ヒロカズ（森三平）
- 音効：高取謙
- TK：山沢啓子、竹島裕子
- 編成企画：植野浩之
- 編成：西川大助
- 宣伝：鎌田淳平
- コンテンツ：渡部智明
- 企画協力：窪田康志（AKS）、佐野裕一（田辺音楽出版）
- 「エビフライデーナイト」製作委員会：藤川和彦、篠田大陽、月成大地、尾崎源太
- AP：橋本早世
- デスク：富重裕子
- AD：藤田大樹、小川香織、舟木萌、佐藤孝則
- ディレクター：寺野慎一郎、師岡靖成、吉田晃浩、中尾光佐
- 演出：藤井良記
- プロデューサー：毛利忍、齋藤匠、輿石将大
- 統轄プロデューサー：森實陽三（2013年12月6日 - ）
- チーフプロデューサー：福田博之
- 制作協力：acro
- 企画制作：日本テレビ
- 製作著作：『エビフライデーナイト』製作委員会（D.N.ドリームパートナーズ、Vap）

## DVD
VAPからDVDが発売されている。
- SKE48のエビフライデーナイト 初回限定版 DVD-BOX（2014年8月8日発売 VPBF-10990）
  - 仕様：DVD4枚組（本編DISC3枚＋特典DISC1枚）、大久保選抜10人による特別ジャケット仕様
  - 封入特典：ブックレット（初回版・通常版共通）、大久保選抜カレンダー
  - 初回版のみ収録（番組終了後、メンバー打ち上げ座談会）

- SKE48のエビフライデーナイト 通常版 DVD-BOX（2014年8月8日発売 VPBF-10991）
  - 仕様：DVD4枚組（本編DISC3枚＋特典DISC1枚）
  - 封入特典：ブックレット（初回版・通常版共通）